# Welterbe in Guyana

Guyana ist der Welterbekonvention 1977 beigetreten. Bislang (Stand 2016) wurde noch keine Stätte in Guyana in das UNESCO-Welterbe aufgenommen.

## Tentativliste
In der Tentativliste sind die Stätten eingetragen, die für eine Nominierung zur Aufnahme in die Welterbeliste vorgesehen sind. 

### Aktuelle Welterbekandidaten
Derzeit (2021) sind fünf Stätten in der Tentativliste von Guyana eingetragen, die letzte Eintragung erfolgte 2005. Die folgende Tabelle listet die Stätten in chronologischer Reihenfolge nach dem Jahr ihrer Aufnahme in die Tentativliste (K – Kulturerbe, N – Naturerbe, K/N – gemischt).
| Bild                                                   | Bezeichnung                                            | Jahr | Typ | Ref. | Beschreibung                                                                              |
| ------------------------------------------------------ | ------------------------------------------------------ | ---- | --- | ---- | ----------------------------------------------------------------------------------------- |
| Anglikanische Kathedrale St. George’s                  | Anglikanische Kathedrale St. George’s (Lage)           | 1995 | K   | 272  | Neugotische Kathedrale in der Hauptstadt Georgetown                                       |
| Fort Zeelandia mit Court of Policy Building            | Fort Zeelandia mit Court of Policy Building            | 1995 | K   | 273  | umfasst das Fort Zeelandia und das nahegelegene Court of Policy Building in Georgetown    |
| Rathaus von Georgetown                                 | Rathaus von Georgetown (Lage)                          | 1995 | K   | 274  |                                                                                           |
| BW                                                     | Muschelstrand Essequibo Coast (Lage)                   | 1995 | N   | 275  | ca. 145 km langer Strand mit Seemuscheln, Brutstätte für ver Arten von Meeresschildkröten |
| Georgetowns Plantagen-Struktur und historische Gebäude | Georgetowns Plantagen-Struktur und historische Gebäude | 2005 | K   | 2008 |                                                                                           |

### Ehemalige Welterbekandidaten
Diese Stätten standen früher auf der Tentativliste, wurden jedoch wieder zurückgezogen oder von der UNESCO abgelehnt. Stätten, die in anderen Einträgen auf der Tentativliste enthalten oder Bestandteile von Welterbestätten sind, werden hier nicht berücksichtigt.
| Bild                   | Bezeichnung            | Jahr      | Typ | Ref. | Beschreibung                        |
| ---------------------- | ---------------------- | --------- | --- | ---- | ----------------------------------- |
| Fort Nassau            | Fort Nassau            | 1985–1995 | K   |      |                                     |
| Kaieteur National Park | Kaieteur National Park | 2001–2001 | N   | 1057 | Wurde von Guyana 2001 zurückgezogen |